# Sigurd Hlodvirsson
Sigurd II Hlodvirsson (vieux-norrois : Sigurðr Digri ie. le Gros) est Jarl ou comte des Orcades de 987 à 1014.

## Origine
Sigurd Hlodvirsson est le fils unique du Jarl Hlodvir Thorfinnsson et de son épouse Eðna (gaélique : Eithne), fille d'un roi irlandais nommé par la Saga « Kjarval » (gaélique : Cearbhal). Il succède à son père à la tête des Orcades.
Le Jarl Sigurd est une figure bien connue évoquée dans plusieurs Saga, il est de plus le premier dirigeant des Orcades dont on connaît exactement la date de la disparition par une entrée dans les Annales d'Ulster.

## Règne
Dès le début de son règne il doit combattre en 988 deux comtes scots (d’après leur nom), Melsnati et Melkólfr, qui ont tué son beau-frère Havard à qui son père avait confié l’administration du Caithness. Après cette première victoire, il se trouve en conflit avec Findláech MacRory, le mormaer de Moray qu’il défait lors d’un combat à Skidmor (Duncansby Head) vers 995. Sigurd utilise également sa puissante flotte pour établir sa suprématie sur les Hébrides et l'île de Man après la mort de  Godfred Haraldsson tué au Dalriada en 989. Il nomme vers 990 un certain Jarl Gilli, comte des Hébrides, et lui donne sa sœur Hvarflöd comme épouse.
Sigurd doit faire face à l’offensive d’Olaf Ier de Norvège qui, devenu chrétien, exigeait la conversion des habitants des Orcades et des Shetland qu’il considérait comme ses sujets.  Devant la menace d’une invasion dévastatrice, le Jarl Sigurd doit se soumettre et accepter le baptême et donner comme otage au roi Olaf Ier son fils aîné Hvelpr ou Hundi que le roi rebaptise Hlodvir. Ce dernier meurt rapidement et Sigurd cesse de rendre hommage à Olaf, qui est d’ailleurs tué en Norvège dès 1000.
Sigurd recherche ensuite l’alliance de Mael colum mac Cinaed, le nouveau roi d’Écosse depuis 1005. Il conclut un accord avec ce dernier qui lui donne une de ses filles en mariage avec le Caithness, le Sutherland et le Ross comme dot.
En 1013, Sigurd est approché par le roi viking de Dublin Sigtryggr Silkiskegg, le fils d’Olaf Kvaran et de Gormlaith/Kormlöd, une sœur de Mael Morda, roi de Leinster. Sigtryggr, vaincu par Brian Boru en 999 et en 1000, qui souhaitait se libérer de la domination de l’Ard ri Erenn, lui propose d’établir sa souveraineté sur l’Irlande et d’épouser sa mère  afin de la légitimer.
Sigurd débarque avec ses troupes à Dublin le dimanche des Rameaux. La vaste coalition celto-scandinave rassemblée par Sigtryggr Silkiskegg est vaincue par les Irlandais à la Bataille de Clontarf le 23 avril 1014, au cours de laquelle Sigurd Digri est tué.

## Postérité
Sigurd II Hlodvirsson contracta deux unions : 
Avec une épouse inconnue il eut:
- Hvelpr/Hundi
- Sumarlidi
- Einar
- Brusi.

De son mariage vers 1005 avec une fille de Malcolm II d'Écosse est né vers 1009
- Thorfinn Sigurdsson.